# Sachsenheim (Elixhausen)
Sachsenheim ist ein Ort der Gemeinde Elixhausen im Bezirk Salzburg-Umgebung im Land Salzburg.

## Lage
Die Ortschaft befindet sich südlich von Elixhausen an der Mattseer Landesstraße (L 101) an der Sachsenheimstraße nach Osten.

## Geschichte
Der Name ist abgeleitet von den Siebenbürger Sachsen, die nach dem Zweiten Weltkrieg nach Österreich geflüchtet waren. Der Grundstein für die Siedlung wurde am 27. Mai 1956 gelegt.

## Kultur und Sehenswürdigkeiten
- Evangelische Pfarrkirche Elixhausen